# Список улиц Таганрога
У́лицы Таганро́га — список улиц — форм организации транспортного сообщения и почты на территории Таганрога.
Таганрог, основанный по приказу Петра I в 1698 году, после взятия Азова, был первым в России городом, построенным по заранее разработанному генеральному плану, в котором предусматривалась лучевая система улиц, сходившаяся к бывшей крепости, расположенной на берегу Азовского моря.
Список основан на данных «Энциклопедии Таганрога» (2 изд.) и книг М. С. Киричек.
| # А Б В Г Д Е Ё Ж З И К Л М Н О П Р С Т У Ф Х Ц Ч Ш Щ Э Ю Я |

## 0-9
- 1-й переулок
- 1-я Линия улица
- 10-й переулок
- 11-й переулок
- 12-й переулок
- 13-й переулок
- 14-й переулок
- 15-й переулок
- 16-й переулок
- 17-й переулок
- 18-й переулок
- 19-й переулок
- 2-й переулок
- 20-й переулок
- 21-й переулок
- 22-й переулок
- 23-й переулок
- 24-й переулок
- 25-й переулок
- 26-й переулок
- 27-й переулок
- 28-й переулок
- 29-й переулок
- 3-й переулок
- 3-я Линия улица
- 30-й переулок
- 4-й переулок
- 4-я Линия улица
- 5-й переулок
- 6-й переулок
- 7-й переулок
- 70 лет Октября улица
- 8 Марта улица
- 8-й переулок
- 9-й переулок

## А
- Абрикосовая улица
- Авдиева улица
- Авиаторов площадь
- Автодоровский переулок
- Адмирала Крюйса улица
- Адмирала Шестакова улица
- Азовская улица
- Айвазовского улица
- Акушерская улица
- Александровская площадь
- Александровская улица (стар. назв.: ул. Свердлова, Александровская ул., Иерусалимская ул., Монастырская ул., Четвёртая продольная ул.)
- Амвросиевская улица
- Аптечный переулок
- Армейский переулок
- Артиллерийский 1-й переулок
- Артиллерийский 10-й переулок
- Артиллерийский 11-й переулок
- Артиллерийский 12-й переулок
- Артиллерийский 13-й переулок
- Артиллерийский 14-й переулок
- Артиллерийский 15-й переулок
- Артиллерийский 16-й переулок
- Артиллерийский 17-й переулок
- Артиллерийский 18-й переулок
- Артиллерийский 19-й переулок
- Артиллерийский 2-й переулок
- Артиллерийский 3-й переулок
- Артиллерийский 4-й переулок
- Артиллерийский 5-й переулок
- Артиллерийский 6-й переулок
- Артиллерийский 7-й переулок
- Артиллерийский 8-й переулок
- Артиллерийский 9-й переулок
- Асеевский переулок
- Афоновых улица

## Б
- Бабушкина улица
- Базарная улица
- Бакинская улица
- Бакинский проезд
- Бартини улица
- Батайский переулок
- Бахтали улица
- Безымянный переулок
- Безымянный проезд
- Береговой переулок
- Березовая улица
- Бериева улица
- Биржевой Спуск переулок
- Богдана Хмельницкого улица
- Больничная улица
- Большая Бульварная улица
- Большая Лиманная улица
- Большой проспект
- Большой Садовый переулок
- Бондарная улица
- Бригадный переулок
- Бульварная улица
- Бульварный 1-й переулок
- Буяновская улица

## В
- Варданяна улица
- Василенко улица
- Васильевский переулок
- Ватутина улица
- Верхняя Полугорка 1-я улица
- Верхняя Полугорка 2-я улица
- Веселый переулок
- Весенняя улица
- Ветреная улица
- Вечность переулок
- Взлётный переулок
- Виноградная улица
- Вишневая улица
- Водопроводная улица
- Войкова улица
- Вокзальная улица
- Вокзальный переулок
- Вокзальный 2-й переулок
- Вокзальный 3-й переулок
- Вокзальный 4-й переулок
- Воловая Балка улица
- Воскова улица
- Восстания площадь (стар. назв.: Привокзальная площадь, Ярмарочная площадь)
- Восточная улица
- Выгонная улица

## Г
- Газовая улица
- Галицкого улица
- Гарибальди переулок (стар. назв.: 2-й Крепостной переулок[5])
- Гастелло улица
- Гвардейский переулок
- Героев Подпольщиков улица
- Глухой переулок
- Антона Глушко переулок (стар. назв.: Полтавский пер., Полицейский пер., Седьмой поперечный пер.)
- Гоголевский переулок (стар. назв.: Ярмарочный пер.)
- Ивана Голубца улица
- Гончарова улица
- Греческая улица (стар. назв.: ул. III Интернационала, Греческая ул., Купеческая ул., Петербургская ул., ул. Первая продольная)
- Грозненская улица
- Грозненский переулок

## Д
- Дальняя улица
- Дачная улица
- Девичья улица
- Дегтярева улица
- Дзержинского улица (стар. назв.: Старопочтовая ул.)
- Добролюбовский переулок
- Доменская улица
- Доменский переулок
- Донбассовский переулок
- Донской переулок
- Дорожная улица
- Дружбы улица
- Дубильный переулок
- Дуровский Спуск переулок
- Дымо улица
- Дышловой переулок

## Е
- Евминенко улица
- Ейская улица

## Ж
- Ждановская улица
- Железная улица
- Железнодорожная улица
- Желябова улица
- Жуковского улица

## З
- Заводская улица
- Заводской переулок
- Заводской проезд
- Загородний переулок
- Западная 1-я улица
- Западная 2-я улица
- Западная 3-я улица
- Западная 4-я улица
- Зелёный переулок
- Златника улица
- Зои Космодемьянской улица
- Зубрицкого улица

## И
- Ивановская улица
- Инициативная улица
- Инструментальная улица
- Итальянский переулок (стар. назв.: Исполкомовский пер., Итальянский пер., Пятый поперечный пер.)

## К
- Кавалерийский переулок
- Казачий переулок
- Калинина улица
- Калужский проезд
- Каляева площадь
- Канавная улица
- Канатная улица
- Капитана Кравцова улица
- Карантинная улица
- Каркасный переулок
- Карла Либкнехта улица (стар. назв.: Митрофановская ул.)
- Карьерный переулок
- Каштановый проезд
- Квартальный 1-й проезд
- Квартальный 10-й проезд
- Квартальный 11-й проезд
- Квартальный 12-й проезд
- Квартальный 13-й проезд
- Квартальный 14-й проезд
- Квартальный 15-й проезд
- Квартальный 16-й проезд
- Квартальный 17-й проезд
- Квартальный 18-й проезд
- Квартальный 19-й проезд
- Квартальный 2-й проезд
- Квартальный 20-й проезд
- Квартальный 21-й проезд
- Квартальный 22-й проезд
- Квартальный 23-й проезд
- Квартальный 24-й проезд
- Квартальный 25-й проезд
- Квартальный 26-й проезд
- Квартальный 27-й проезд
- Квартальный 28-й проезд
- Квартальный 29-й проезд
- Квартальный 3-й проезд
- Квартальный 30-й проезд
- Квартальный 31-й проезд
- Квартальный 32-й проезд
- Квартальный 33-й проезд
- Квартальный 4-й проезд
- Квартальный 5-й проезд
- Квартальный 6-й проезд
- Квартальный 7-й проезд
- Квартальный 8-й проезд
- Квартальный 9-й проезд
- Кибальчича улица
- Киевская улица
- Кирова улица
- Кирпичная улица
- Кислородная площадь
- Кленовая улица
- Клубный переулок
- Кожевенный 1-й переулок
- Кожевенный 2-й переулок
- Колодезная улица
- Колхозный переулок
- Кольцевой проезд
- Кольцовская улица
- Комарова улица
- Комбайновый переулок
- Комитетская улица
- Комсомольский бульвар (стар. назв.: Воронцовский бульвар)
- Комсомольский переулок (стар. назв.: Большой Кампенгаузевский пер.)
- Комсомольский спуск улица (стар. назв.: Азовский спуск, Воронцовский спуск, Приморский спуск)
- Комхозовский переулок
- Конвейерный переулок
- Конторская улица
- Контрольный переулок
- Кооперативная улица
- Корнеева улица
- Короткая улица
- Котельная 1-я улица
- Котельная 2-я улица
- Котельная 3-я улица
- Котлостроительная улица
- Котляра улица
- Котовского улица
- Крайняя улица
- Красина улица
- Красная площадь
- Красноармейская улица
- Красногвардейский переулок
- Краснознаменский переулок
- Красный переулок (стар. назв.: Соборный пер.)
- Крепостной 1-й переулок
- Крепостной 3-й переулок
- Крепость 3 группа улица
- Крепость 4 группа улица
- Крестьянский переулок
- Криво-Кузнечная улица
- Кривой проезд
- Крылова проезд
- Крымский переулок
- Кубанский переулок
- Кузнечная улица
- Кузнечный проезд

## Л
- Лавровский переулок
- Лагерный переулок
- Ленина улица
- Ленинградская улица
- Ленинский проезд
- Ленинский 1-й переулок
- Ленинский 2-й переулок
- Лермонтовский переулок (стар. назв.: Шестой поперечный пер., Иерусалимский пер., Варвациевский пер.)
- Лесная Биржа улица
- Лесной переулок
- Лизы Волошиной улица
- Лизы Чайкиной улица
- Линейный переулок
- Линейный 1-й проезд
- Линейный 2-й проезд
- Линейный 3-й проезд
- Линейный 4-й проезд
- Линейный 5-й проезд
- Линейный 6-й проезд
- Линейный 7-й проезд
- Линейный 8-й проезд
- Литвинова улица
- Литейная улица
- Лицына улица
- Лодочный переулок
- Лодочный 2-й переулок
- Лодочный 3-й переулок
- Ломакина улица
- Ломоносова улица
- Луговая улица
- Луговой переулок
- Лунный проезд

## М
- Майский переулок
- Максима Горького улица
- Малая Лиманная улица
- Мало-Восточная улица
- Мало-Набережная улица
- Мало-Почтовая улица
- Мало-Свердлова улица
- Малый 1-й проезд
- Малый 2-й проезд
- Малый 3-й проезд
- Малый Садовый переулок
- Марии Питериной улица
- Марии Расковой улица
- Мариупольский 1-й переулок
- Мариупольский 10-й переулок
- Мариупольский 11-й переулок
- Мариупольский 12-й переулок
- Мариупольский 13-й переулок
- Мариупольский 14-й переулок
- Мариупольский 15-й переулок
- Мариупольский 16-й переулок
- Мариупольский 17-й переулок
- Мариупольский 18-й переулок
- Мариупольский 19-й переулок
- Мариупольский 2-й переулок
- Мариупольский 20-й переулок
- Мариупольский 21-й переулок
- Мариупольский 3-й переулок
- Мариупольский 4-й переулок
- Мариупольский 5-й переулок
- Мариупольский 6-й переулок
- Мариупольский 7-й переулок
- Мариупольский 8-й переулок
- Мариупольский 9-й переулок
- Мариупольское Шоссе улица
- Мартеновская улица
- Марцевский переулок
- Марцевский Треугольник площадь
- Маршала Жукова улица
- Машинный переулок
- Маяковского площадь
- Медный переулок
- Менделеева улица
- Металлургическая улица
- Механизаторов улица
- Мечниковский переулок
- Мира площадь
- Мирная улица
- Миусский переулок
- Михайловская улица
- Мичурина улица
- Молодёжная улица
- Молодёжный переулок
- Морозова улица
- Морская улица
- Морского Вокзала площадь
- Москатова улица
- Московская улица
- Мостовая улица
- Мясницкая площадь

## Н
- Надгорная 1-я улица
- Надгорная 2-я улица
- Надгорная 3-я улица
- Надежды улица
- Надежды Сигиды улица
- Нахимова улица
- Неклиновский переулок
- Некрасовский переулок (стар. назв.: Дворцовый пер., 1-й поперечный пер.)
- Нестерова улица
- Нижняя Линия улица
- Нижняя Полугорка 1-я улица
- Нижняя Полугорка 2-я улица
- Никитинский переулок
- Николаевское Шоссе улица
- Николаевский переулок
- Никольская Балка улица
- Новая улица
- Новикова улица
- Ново-Бульварная улица
- Ново-Ватутина улица
- Ново-Панфилова улица
- Ново-Сафронова улица
- 3-я Новосёловская улица
- 4-я Новосёловская улица
- Новотрубный переулок
- Новый 1-й переулок
- Новый 10-й переулок
- Новый 11-й переулок
- Новый 12-й переулок
- Новый 13-й переулок
- Новый 14-й переулок
- Новый 15-й переулок
- Новый 16-й переулок
- Новый 17-й переулок
- Новый 2-й переулок
- Новый 3-й переулок
- Новый 4-й переулок
- Новый 5-й переулок
- Новый 6-й переулок
- Новый 7-й переулок
- Новый 8-й переулок
- Новый 9-й переулок

## О
- Обрывной переулок
- Овражный переулок
- Одесская улица
- Окружной переулок
- Октябрьская площадь (стар. назв.:  Успенская площадь, Площадь старого базара, Петровская площадь, Соборная площадь, Торговая площадь)
- Октябрьская улица (стар. назв.: Гимназическая ул.)
- Олега Кошевого улица
- Олеко Дундича улица
- Ореховая улица
- им. П. Е. Осипенко улица (стар. назв.: ул. Межевая, ул. Сиверса)
- Островского улица
- Офицерский переулок
- Очистная улица

## П
- Павловский переулок
- Пальмиро Тольятти улица
- Панфилова улица
- Парковый переулок
- Паровозный переулок
- Партизанский переулок
- Пархоменко улица
- Паустовского улица
- Первомайский 1-й переулок
- Первомайский 2-й переулок
- Перекопский переулок
- Песочная 2-я улица
- Песочный переулок
- Песочный 1-й переулок
- Песочный 2-й переулок
- Песочный 3-й переулок
- Петлякова улица
- Петровская улица (стар. назв.: ул. Ленина, Петровская ул., Большая ул., Дворянская ул., Московская ул., 2-я продольная ул.)
- Пионерский переулок
- Пирогова улица
- Плеханова улица
- Плотникова улица
- Пляжная улица
- Победы улица
- Пограничный переулок
- Подгорная улица
- Покровский переулок
- Полевая улица
- Полевой переулок
- Полуротный переулок
- Поляковское Шоссе улица
- Попова улица
- Портовая улица
- Поселковая улица
- Прибрежная улица
- Прибрежный переулок
- Привокзальная площадь
- Приморская улица
- Проездной переулок
- Пролетарская улица
- Промышленная улица
- Профсоюзная улица
- Прохладная улица
- Пушечная улица
- Пушкинская улица
- Пушкинская Набережная улица

## Р
- Рабкоровский переулок
- Рабочая улица
- Разинская улица
- Рассветная улица
- Редутный переулок
- Ремесленная улица
- Речной переулок
- Розы Люксембург улица
- Ромазанова улица
- Российский переулок
- Ростовская улица
- Роща Дубки улица
- Ружейный переулок
- Рыбный переулок
- Рыболовецкий переулок

## С
- Садовая улица
- Садовая 1-я пл-ка
- Садовая 10-я пл-ка
- Садовая 11-я пл-ка
- Садовая 12-я пл-ка
- Садовая 13-я пл-ка
- Садовая 14-я пл-ка
- Садовая 15-я пл-ка
- Садовая 16-я пл-ка
- Садовая 17-я пл-ка
- Садовая 18-я пл-ка
- Садовая 19-я пл-ка
- Садовая 2-я пл-ка
- Садовая 20-я пл-ка
- Садовая 21-я пл-ка
- Садовая 22-я пл-ка
- Садовая 3-я пл-ка
- Садовая 4-я пл-ка
- Садовая 5-я пл-ка
- Садовая 6-я пл-ка
- Садовая 7-я пл-ка
- Садовая 8-я пл-ка
- Садовая 9-я пл-ка
- Садовый переулок
- Сакко и Ванцетти улица
- Санитарный переулок
- Светлый переулок
- Свободы улица (стар. назв.: ул. Молокова)
- Севастопольская улица
- Северная улица
- Северная площадь
- Северный переулок
- Северо-Западное шоссе
- Седова улица
- Сельский переулок
- Сельсоветский переулок
- Сенной переулок
- Сенявина проспект
- Сергея Лазо улица
- Сергея Шило улица
- Сивашский переулок
- Сиверса улица
- Сиреневая улица
- Сквозной переулок
- Слесарная улица
- Смирновский переулок (стар. назв.: Кладбищенский пер.)
- Советская улица
- Советская 2-я улица
- Солнечная улица
- Солодухина улица
- Сосновая улица
- Софьи Перовской улица
- Социалистическая улица
- Спартаковский переулок
- Спасский проезд
- Спортивная улица
- Спускной переулок
- Средний проспект
- Средний переулок
- Средняя улица
- Стальной переулок
- Станочный переулок
- Старо-Вокзальный проезд
- Старо-Почтовый переулок
- Старцева улица
- Стахановский переулок
- Степная улица
- Стернина улица
- Строительная улица
- Суворова улица
- Сызранова улица

## Т
- Таврическая улица
- Таганрог-1 улица
- Таганрог-2 улица
- Таманский переулок
- Танича улица
- Татарская улица
- Театральная улица
- Тельмана улица
- Тихий переулок
- Тихона Руденко улица
- Ткаченко улица
- Товарищеский переулок
- Товарная улица
- Толбухина улица
- Торговая улица
- Транспортная улица
- Трубная улица
- Трубопрокатная улица
- Трудовая улица
- Трудовых Резервов переулок
- Тупой переулок
- Тургеневский переулок (стар. назв.: Депальдовский пер., Четвёртый Поперечный пер.)
- Турубаровых улица

## У
- Узкий переулок
- Украинский переулок (стар. назв.: Коммерческий пер., Третий Поперечный пер.)
- Урицкого улица
- Урожайная улица
- Урожайный переулок

## Ф
- Фабричный переулок
- Фадеева улица
- Фаины Раневской улица
- Флагманский Спуск переулок
- Фрунзе улица (стар. назв.: ул. Троцкого, ул. Николаевская, ул. Католическая, ул. Третья продольная)
- Фурманова улица
- Фэтари Кола улица

## Х
- Халтурина улица
- Харьковская улица
- Химическая улица
- Хлебозаводская улица
- Хоменко улица
- Хуторской переулок

## Ц
- Цветная улица
- Цветочный 1-й переулок
- Цветочный 2-й переулок
- Центральный переулок
- Центральный переулок
- Центральный проезд
- Цеховой переулок
- Цимлянский переулок
- Циолковского улица

## Ч
- Чайковского улица
- Чапаева улица
- Чеботарская улица
- Черняховского улица
- Чехова улица (стар. назв.: 5-я Продольная, Купеческая, Полицейская, Александровская)
- Чкалова улица
- Чугунный переулок
- Чучева улица

## Ш
- Шаумяна улица
- Шевченко улица (стар. назв.: ул. Михайловская, ул. Девятая продольная)
- Шефский переулок
- им. С. И. Шило улица (стар. назв.: ул. Кузнечная)
- Широкая 1-я улица
- Широкая 2-я улица
- Шишкина улица
- Школьная 1-я улица
- Школьная 2-я улица
- Школьная 3-я улица
- Шлаковая улица
- Шлаковая улица
- Шмидта улица
- Шолоховская улица
- Шорный переулок
- Штыба улица

## Щ
- Щаденко улица
- Щемиловский 1-й переулок
- Щемиловский 2-й переулок
- Щемиловский 3-й переулок
- Щемиловский 4-й переулок
- Щемиловский 5-й переулок
- Щемиловский 6-й переулок
- Щемиловский 7-й переулок
- Щорса улица

## Э
- Энгельса улица
- Энергетическая улица
- Энергетическая 2-я улица

## Ю
- Южный проезд
- Южный переулок
- Юлиуса Фучика улица

## Я
- Яблочкина улица
- Яковенко улица